# Porcellium euboicum
Porcellium euboicum là một loài chân đều trong họ Trachelipodidae. Loài này được Schmalfuss miêu tả khoa học năm 1984.